# Дьяков Порфирій Іванович
Порфи́рій Іва́нович Дья́ков (нар. 1900 — пом. 1985) — радянський воєначальник часів Другої світової війни, генерал-майор (1943).

## Життєпис
Народився 25 грудня 1900 року в селі Яловацькому області Війська Донського Російської імперії (нині — село Октябрське Зерноградського району Ростовської області Росії) в селянській родині. Росіянин. У 1914 році закінчив 4 класи церковнопарафіяльної школи.
У лавах Червоної армії — з квітня 1918 року. Учасник громадянської війни в Росії з травня того ж року. Був кулеметником, помічником командира и командиром кулеметного взводу, тричі поранений.
Член ВКП(б) з квітня 1925 року. У 1926 році закінчив Кримську кавалерійську школу й до 1932 року проходив військову службу в 52-гу кавалерійському полку 9-ї Кримської кавалерійської дивізії. З 1932 року — начальник хімічної служби 133-ї танкової бригади Українського військового округу.
У 1938 році закінчив Московську академію хімічного захисту імені М. В. Фрунзе. З липня того ж року — начальник хімічних військ окремої Червонопрапорної Далекосхідної армії. Брав участь у боях на озері Хасан (29 липня — 11 серпня 1938 року). У 1940 році — слухач Вищих академічних курсів при Військовій академії Генштабу РСЧА.
У 1942 році в складі військ 43-ї армії Західного фронту брав участь у боях під Вязьмою і Коломною.
З 17 листопада 1942 по 22 вересня 1943 року — командир 40-ї стрілецької дивізії Далекосхідного фронту. 28 квітня 1943 року присвоєно військове звання генерал-майор. З 23 вересня 1943 по 4 листопада 1945 року — командир 101-ї стрілецької дивізії Камчатського оборонного району 2-го Далекосхідного фронту. У серпні 1945 року керував десантом на острови в ході проведення Курильської десантної операції.
З листопада 1945 по 1948 роки — заступник командира 39-го повітряно-десантного корпусу в Московському військовому окрузі. З 1948 по 1952 роки — командир 107-ї повітряно-десантної дивізії (Дніпропетровськ). З травня 1952 року — командир 10-го гвардійського Будапештського корпусу Одеського військового округу (Кишинів).
У березні 1957 року звільнений в лав ЗС СРСР за віком. Мешкав у Кишиневі (Молдова), де й помер 6 грудня 1985 року.

## Нагороди
Нагороджений орденом Леніна, чотирма орденами Червоного Прапора, орденом Суворова 2-го ступеня (27.08.1945), орденами Вітчизняної війни 1-го та 2-го ступенів, медалями й іноземними нагородами.